# Lotfi Hsoumi
Lotfi Hsoumi (arab. ‏لطفي الحسومي‎; ur. 13 maja 1960) – tunezyjski piłkarz grający na pozycji pomocnika. W swojej karierze rozegrał 41 meczów i strzelił 6 goli w reprezentacji Tunezji.

## Kariera klubowa
Całą swoją karierę piłkarską Hsoumi spędził w klubie Étoile Sportive du Sahel. Zadebiutował w nim w 1980 roku i grał w nim do 1990 roku. Wywalczył z nim dwa mistrzostwa Tunezji w sezonach 1985/1986 i 1986/1987 oraz zdobył dwa Puchary Tunezji w sezonach 1980/1981 i 1982/1983.

## Kariera reprezentacyjna
W reprezentacji Tunezji Hsoumi zadebiutował w 1980 roku. W 1982 roku powołano go do kadry na Puchar Narodów Afryki 1982. Zagrał w nim w trzech meczach grupowych: z Kamerunem (1:1), z Libią (0:2) i z Ghaną (0:1). W kadrze narodowej od 1981 do 1989 wystąpił 41 razy i strzelił 6 goli.